# Pestfriedhof (Žďár nad Sázavou)

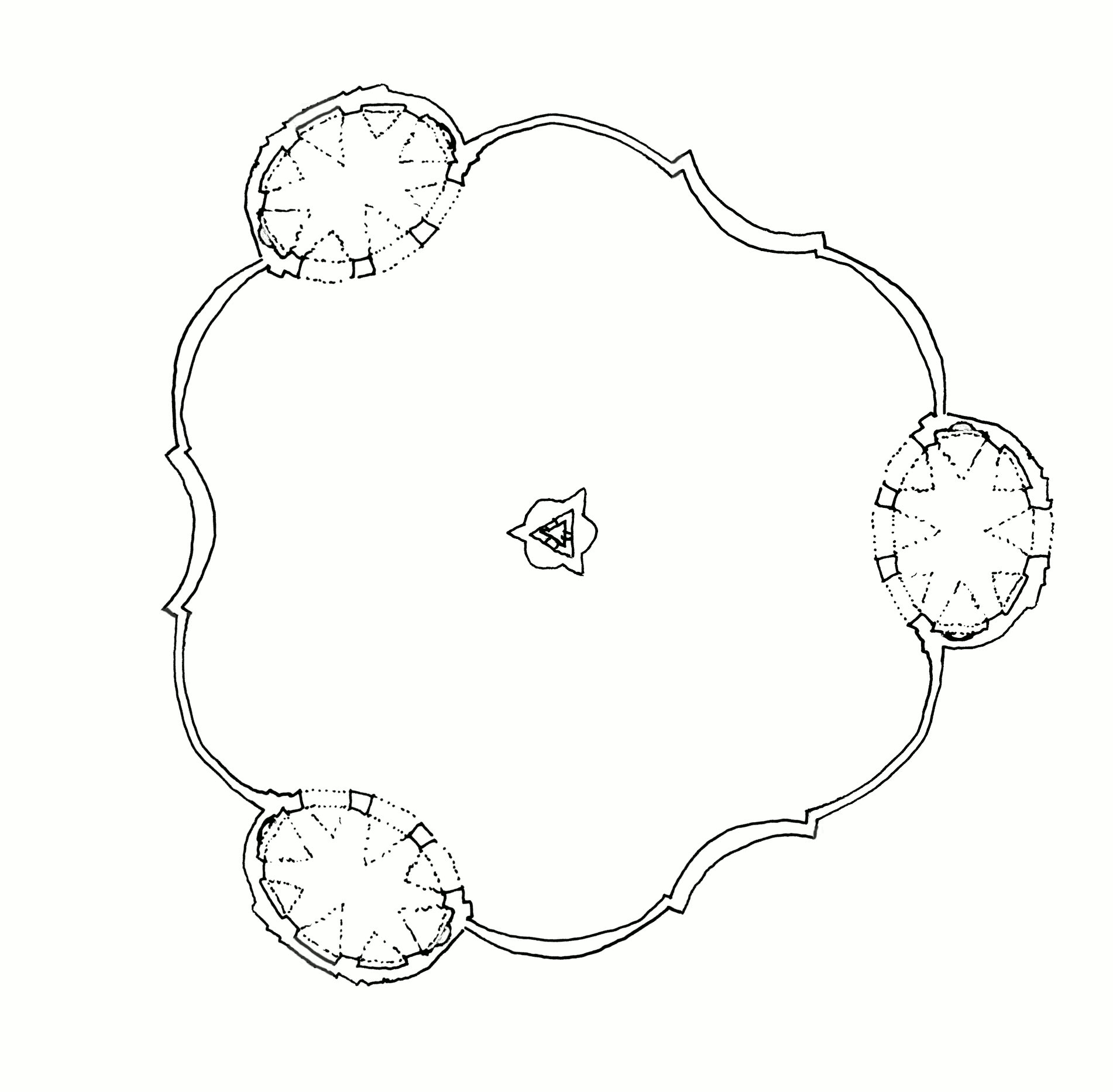
Friedhof in seiner ursprünglichen Form

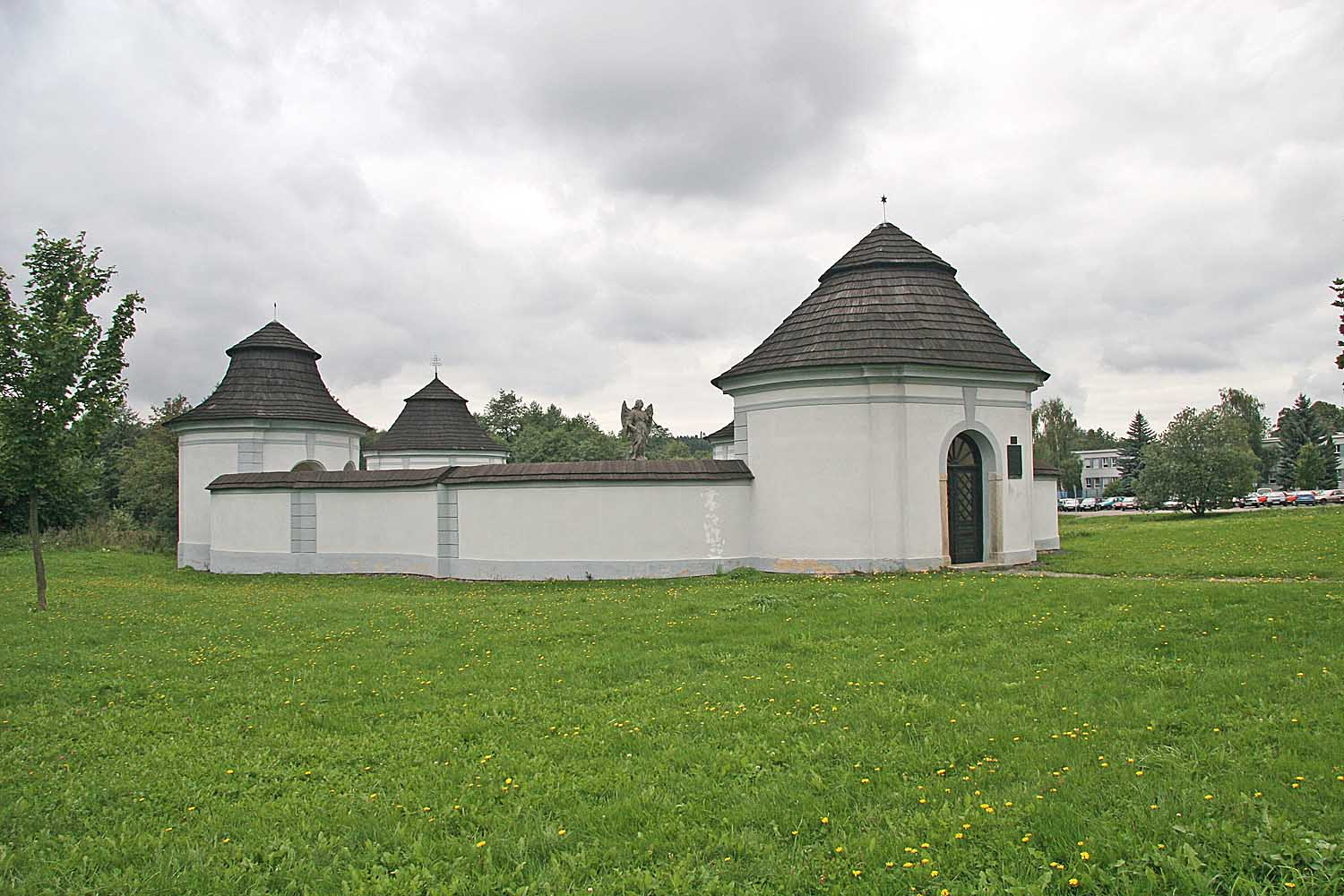
Unterer Friedhof in Žďár nad Sázavou

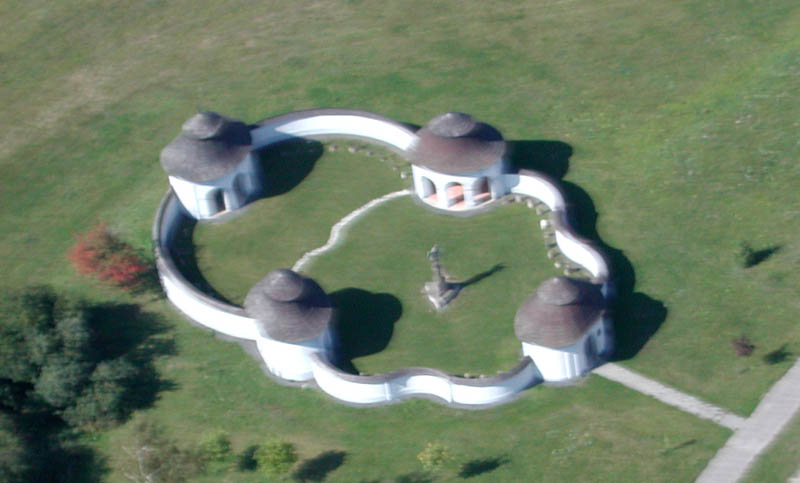
Luftaufnahme des Friedhofs

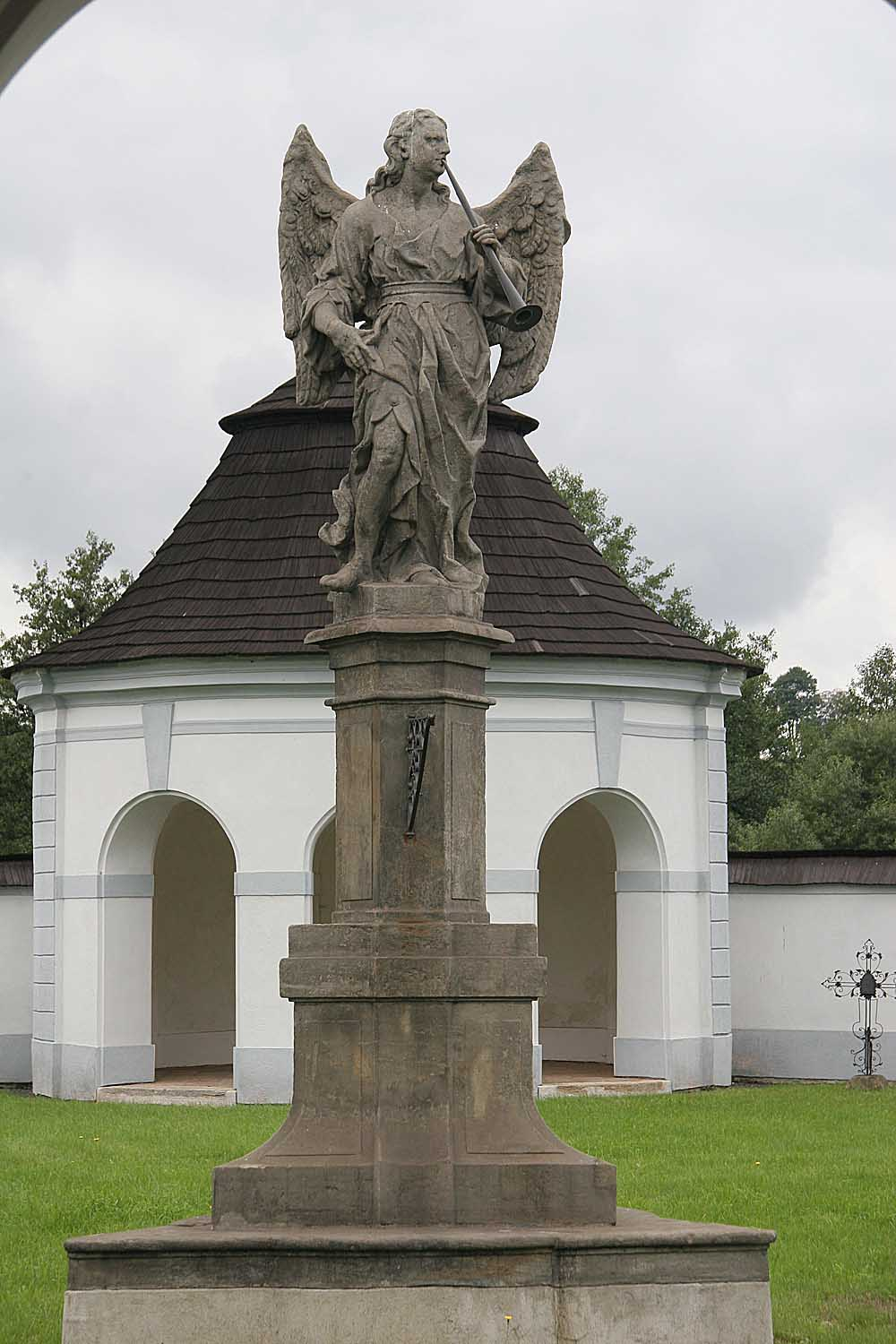
Engelsstatue

Der Pestfriedhof von Žďár nad Sázavou, tschechisch Dolní (=Unterer) hřbitov ve Žďáru nad Sázavou, ist ein einzigartiger barocker Friedhof, angelegt im Jahr 1709 vom böhmischen Architekten Johann Blasius Santini-Aichl. Der Pestfriedhof liegt 350 m nordwestlich des ehemaligen Žďár’schen Zisterzienser-Klosters.

## Geschichte
In den Jahren 1709–1715 wurde Ostböhmen von mehreren Wellen der Pest betroffen. Abt Václav Vejmluva traf Maßnahmen gegen die drohende Epidemie in den klösterlichen Besitzungen in Žďár, die Erfolge waren jedoch bescheiden. Der Bau des Unteren Friedhofs war eine dieser Maßnahmen. Am 25. September 1720 wurde der Friedhof gegen die Pest auf kaiserlichen Rat hin eröffnet.
Später war der Friedhof für die Bestattungen im 18. Jahrhundert nicht mehr ausreichend. Er wurde deshalb von Abt Bernhard Hennet erweitert.
In jüngster Zeit wurde der zuvor heruntergekommene Friedhof komplett renoviert.

## Beschreibung
Der Standort wurde am Rande der Klosteranlage ausgewählt, in einiger Entfernung von den Wohngebäuden.
Der Friedhof wurde als eine zentrale Einheit angelegt, so dass drei Abschnitte als Verweis auf die Dreifaltigkeit und die örtliche Dreifaltigkeitskirche gebaut wurden. Es gab drei identische Kapellen, die in den Ecken vom Zentrum gleich weit entfernt waren. Die südliche Kapelle diente auch als Eingang. Zwischen den verschiedenen Kapellen verlief die gekrümmte Friedhofsmauer in konvex-konkaven Kurven.
Bei einer späteren Erweiterung des Friedhofs wurde die vierte Kapelle eingefügt, wozu ein Teil der Mauer entfernt werden musste. Die neue Mauer ist nur noch konkav geformt. Der entfernte Teil der Mauer ist jetzt im Rasen skizzenhaft wiedergegeben. Der Friedhof zeigt nicht mehr die trinitarische Symbolik, sondern eine organische Weiterentwicklung der mehr als vierzig Jahre älteren architektonische Gestaltung von Johann Santini.
Die Kapelle liegt in einer Seitenmitte des Friedhofs. Sie ist mit ihrem Mansarddach sehr schlicht gehalten, trägt aber die typischen Merkmale des architektonischen Ausdrucks von Santini.
Die Statue des Engels beim Jüngsten Gericht ist zurückzuführen auf Řehoř (Gregor) Theny. Sie dürfte aus der Zeit um 1730 stammen. Nach neueren Feststellungen könnte sie auch im Jahr 1709 von Mathias Wenzel Jäckel errichtet worden sein.
Heute finden auf dem Friedhof keine Beerdigungen mehr statt und der Boden ist mit Gras bedeckt.